# Shigetoshi Hasebe
Shigetoshi Hasebe (Kanagawa, 23 april 1971) is een voormalig Japans voetballer.

## Carrière
Shigetoshi Hasebe speelde tussen 1994 en 2003 voor Verdy Kawasaki, Kawasaki Frontale, Vissel Kobe en JEF United Ichihara.